# سيمون ستوريدج
سيمون ستوريدج (بالإنجليزية: Simon Sturridge)‏ (9 ديسمبر 1969 في المملكة المتحدة - ) هو لاعب كرة قدم بريطاني في مركز الهجوم. لعب مع برمنغهام سيتي وستوك سيتي وشروزبري تاون ونادي بلاكبول ونادي نورثامبتون تاون.

## وصلات خارجية
- سيمون ستوريدج على موقع قاعدة بيانات كرة القدم.إي يو (الإنجليزية)
- سيمون ستوريدج على موقع Soccerbase.com (لاعب) (الإنجليزية)